# École sabinienne
L’École sabinienne est une des deux importantes écoles de juristes à Rome dans le Ier et IIe siècle. Les Sabiniens prirent leur nom de Masurius Sabinus mais furent connus plus tard comme Cassiens, d'après le nom d'un étudiant de Sabinus, Cassius longinus. Les idées des Sabiniens se fondaient sur l'enseignement de Gaius Ateius Capito, maître de Sabinus et adhérent du conservatisme sous le règne d'Auguste (-27 à +14). Un des rares caractères discernables dans l'attitude des Sabiniens était un conservatisme légal reflétant celui de leur fondateur.[réf. souhaitée] À l'école des Sabiniens s'opposait celle des Proculiens. La rivalité entre les deux écoles dura jusque dans le IIe siècle, après quoi elles se réunirent. Le chef le plus célèbre des Sabiniens fut Salvius Julianus.